# Огляд (журналістика)
О́гляд — це аналітичний жанр, який ознайомлює читачів з найважливішими подіями життя країни, області, міста, підприємства за певний період часу [1].
Огляд  — це жанр журналістики, який містить оцінки сукупності однорідних фактів з певної сфери життєдіяльності людей певного часу з метою дати аудиторії об'єктивну і цілісну картину дійсності, своєрідну панораму життя, одну з його сфер [2].
Головне призначення огляду як жанру в тому, що на основі певної кількості фактів журналіст повинен створити панораму реальної дійсності, яка виражає певні тенденції і закономірності щодо її розвитку. Об'єктом огляду є дійсність, ще не, або вже інтерпретована раніше в матеріалах ЗМІ (газет, журналів, радіо- та телепередач), а предметом — нові та вже створені повідомлення.

## Групи оглядів
Сучасна журналістика виокремлює такі групи оглядів за основними ознаками:
1) Залежно від інтерпретації дійсності:
- огляди дійсності — публіцистичні огляди, які моделюють картини світу;
- огляди творів — не лише моделюють картини світу, але і оцінюють елементи моделювання й відображення для пояснення явища або прогресу;

2) За рівнем узагальнення інформації та впливом на аудиторію:
- інформаційні — домінує функція повідомлення, панорамне подання сукупності предметів дослідження. У них об'єднані факти, які моделюють панораму подій, що відбуваються в певний період у різних частинах регіону;
- аналітичні — спонукають до осмислення реалій та вчинків. У них автор не обмежується поданням інформації про те, що сталося в певний періоду в певному регіоні, а створює панораму певної ситуації та зосереджується на ній;

3) За формою відтворення:
- цілісні;
- ділені — складаються з окремих частин, блоків, об'єднаних спільною ідеєю. Кожна частина такого огляду може мати окрему назву, бути написана іншим автором;

4) За змістом:
- універсальні;
- тематичні — присвячені одній темі (економічні, комерційні, наукові, внутрішні, зовнішньополітичні, міжнародні, кіноогляди, телевізійні, радіоогляди, книжковий, журнальний, газетні, спортивні тощо)   [1].

## Типи оглядів
1. Публіцистичний огляд має власний предмет дослідження — це тематично систематизовані факти і події, обмежені часовими та просторовими рамками. У такому огляді можуть бути використані раніше відтворені факти — цитати з документальних джерел. Проте їх частка незначна, якщо порівнювати з вперше оприлюдненими фактами   [1]. Специфікою відтворення в публіцистичному огляді є панорамування подій та фактів. Такий огляд поєднує в собі декілька аналітичних методів: кореспонденції, статті, листування. Такий різновид огляду також може містити невидиме звертання й апеляцію. Як і в кореспонденції, автор може поставити проблему не лише у панорамне відтворення фактів, або як і у статті, розкрити, пояснити явище, що стоїть за ними. Як у репортажі автор може вдатися до послідовного викладу подій як їх учасник, або аргументувати думку публіцистичними картинами. Оглядач може використати декілька методів, але до якого методу він би не вдався, всі вони є підпорядковані аргументації головної думки матеріалу й прийому панорамування для тлумачення змальованої картини, виявлення тенденцій розвитку подій і закономірностей.
2. Огляди ЗМІ. Предметом дослідження оглядів ЗМІ є матеріали преси, радіо і телебачення, завдання — популяризувати матеріали газет і журналів, передача радіомовлення і телемовлення, разом з інформуванням орієнтувати читача в різноманітті журналістських матеріалів, сприяти продажу періодичних видань. Мета таких оглядів — управляти попитом й інтересами аудиторії ЗМІ. Зміна мети і завдань огляду ЗМІ впливає на зміну методу пізнання й відтворення.
3. Огляд листів призначений не тільки відтворити факти і події з листів, проаналізувати їх, але й відтворити думки, оцінки авторів щодо них, розкрити причини своєрідності мислення, оцінок, настроїв та переживань авторів, листів, щоб показати громадську думку. Він відрізняється оглядом думок з листів, від публіцистичного огляду тим, що їх немає. Вони дають уявлення про громадську думку читачів газети чи журналу; висвітлюють життя, проблеми людини, групи людей, колективу і їхні думки, як відтворення громадської думки.
4. Огляд преси — це жанр, який рецензує пресу. Його завдання — узагальнити досвід роботи ЗМІ. Такі огляди, як правило, розміщують у внутрішній частині газети. Вони вміщують критичні оцінки, поради та рекомендації [1].